# Филип Зограф
Филип Зограф е български зограф от Македония от края на XVIII – началото на XIX век.

## Биография
Името на Филип Зограф е разкрито през зимата на 2014 година, когато реставраторът Александър Панев почиства апостолския фриз от иконостаса в Гигинския манастир „Св. св. Козма и Дамян“ и открива подписа на иконописеца под иконите на апостолите Андрей и Марк. Две от иконите от иконостаса на манастира са част от постоянната изложба на християнско изкуство на Националната галерия в криптата на „Свети Александър Невски“ в София, а останалите са в манастира. Иконите са рисувани в 1814 – 1815 година. Филип Зогрф е силно продуктивен майстор със специфична експресия и творбите му са изключително лесни за идентифициране.
Според относителните датировки на най-ранните и най-късни запазени икони на Филип Зограф може да се предположи, че е роден през 60-те години на XVIII век и е починал около 1830 година. Творчеството му е тясно свързано с кръга майстори около Кръсте Зограф от Велес и монаха Антоний от Битолско, макар Филип често да работи със самоковските майстори Христо Димитров (около 1750 - 1814) и Йован Иконописец (1895 - 1854). Най-ранната му запазена икона е на Света Богородица Одигитрия от „Света Петка Стара“ в София, рисувана около 1814 година. След това Филип Зограф пристига обновяващия се Гигински манастир, късето работи повече от година. След това работи в църквите „Покров Богородичен“ в Дупница и „Свети Николай“ в Червен брег, Дупнишко (1818). След това работи в църквата „Успение Богородично“ в Кюстендил. След това работи в Брезнишко, като група икони от 1819 - 1820 година са запазени в Историческия музей в Перник, предимно от иконостаса на църквата „Света Петка“ в Брезник. Единствената датирана от Филип Зограф икона е на Света Богородица с Младенеца и 40 севастийски мъченици от 1821 година, пазена в криптата на „Свети Александър Невски“ в София. Последната известна негова икона „Възнесение Господне“ е от иконостаса на „Рождество Христово“ в Пирот, рисувана в края на 20-те години на XIX век.
- Царски икони от „Света Петка“ в Брезник, 1819 - 1820 г.
- „Архангел Михаил вади душата на богатия от Света Петка в Брезник“
- „Света Богородица с Младенеца от Света Петка в Брезник“
- „Свети Йоан Кръстител и Свети Никола от Света Петка в Брезник“